# 나비목 분류 체계
l국내 분류군은 한국곤충명집(2021)을 참조하여 상과의 국명을 볼드체로 표기하였다(아래 그림 참조). 이 계통수에서 빠진 국내 상과로는 피용군에 속하는 미나리좀나방상과(Epermenioidea), 심식나방상과(Carposinoidea), 그리고 팔랑나비붙이상과(Hyblaeoidea)가 있다.
l미나리좀나방상과는 흔히 깃털나방상과와 근연하게 나오며, 심식나방상과는 털날개나방상과와, 또는 [깃털나방상과+미나리좀나방상과]와 근연하게 나타난다.
l팔랑나비붙이상과는 계통적으로 명나방상과와 가깝게 나타나는 편이나 배에 고막이 없다는 점에서 구분된다.
l유리나방상과는 굴벌레나방상과와 근연하기에 국내에서는 굴벌레나방과(Cossidae) 내 유리나방아과(Sesiinae)로 취급되고 있다. 분자계통연구에서도 유리나방상과는 대부분 굴벌레나방상과나 알락나방상과와 혼재되어 계통군을 구성하곤 한다.
(설명은 그림을 참조하면 된다.)

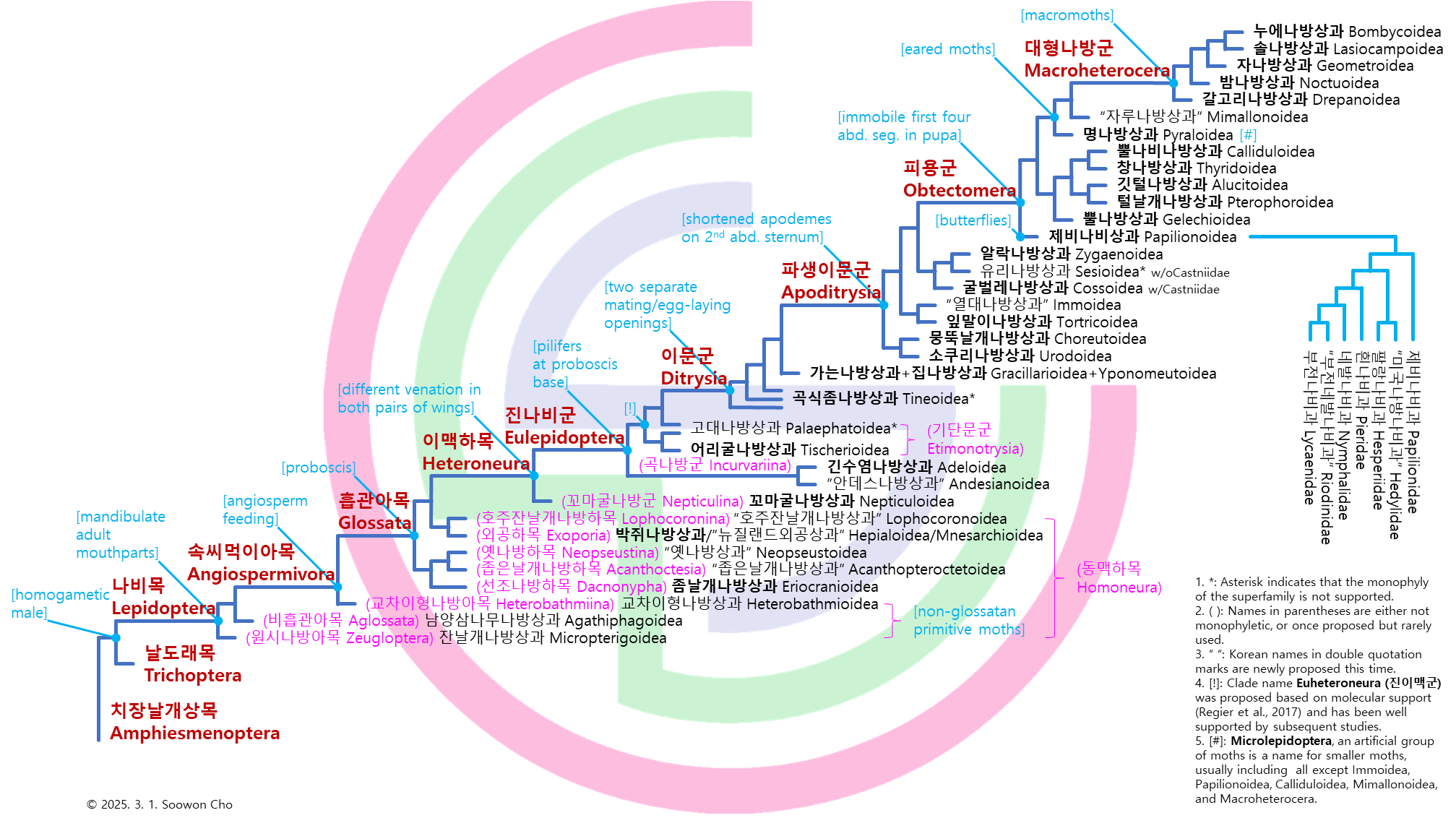

l나비목은 날도래목과 함께 치장날개상목(Amphiesmenoptera: dressed-up wing 즉, 날개에 털이나 인편 등의 장식이 많이 덮여 있다는 뜻임)에 속하며, 많은 공유파생형질 중에는 대개의 곤충과 달리 수컷이 동형배우자(homogamete)라는 점이나, 염색체수가 기본적으로 많다는 점 등이 있다.
l나비목(Lepidoptera)을 날도래목으로부터 구분짓는 파생형질은 매우 많으며, 그 중에는 인편(scale)의 발달, 미모(cerci)나 홑눈(ocellus)의 상실 등이 있다.
l초기 나비목은 흡관(빨대주둥이 proboscis)가 없이 씹는 큰턱(mandible)을 가지고 있다. 비흡관형 원시 나방(non-glossatan primitive moths)으로는 잔날개나방상과(Micropterigoidea)가 대표적인데, 이들은 성충이 되어도 씹는 입을 유지하며 꽃가루나 양치식물의 포자를 먹는다. 반면, 남양삼나무나방상과(Agathiphagoidea)는 성충의 큰턱이 기능을 하지 못 한다.
l한편 또 다른 비흡관형 원시 나방으로 교차이형나방상과(Heterobathmioidea)가 있는데, 성충은 씹는입을 가졌고, 유충은 leaf miner이다.
l이맥하목(Heteroneura)은 뒷날개의 시맥 유형이 경맥(R, radius)의 축소 통합에 의해 앞날개의 시맥 유형과 다르다는 특징과 날개가시(frenulum)를 이용한 날개걸이방식의 진화를 특징으로 한다.
l진나비군(Eulepidoptera)은 흡관형 입이 빨대주둥이의 진화적 특성을 주 근거로 하는데, 예를 들면, 빨대주둥이 기부에 나타나는 모생편(pilifer)의 존재나 빨대주둥이 좌우를 연결해주는 진화된 매커니즘을 들 수 있다.
l진나비군에서 긴수염나방상과나 어리굴나방상과 등을 제외한 나머지는 이문군(Ditrysia)을 구성하는데, 이들은 생식공과 산란공이 구분되는 한편, 외공성 박쥐나방상과와 달리 체내에서 정관(ductus seminalis)에 의해 연결되면서 생식공을 통해 유입된 정자가 수정을 위해 이동할 수 있도록 진화되었다.
l파생이문군(Apoditrysia)은 잎말이나방류의 복부 제2하판에서 볼 수 있는 전형적인 형태들을 근거로 한다.
l피용군(Obtectomera)은 나용의 번데기에서 진화된 형태로, 이 clade를 묶어주는 특징으로 구체화하면서 번데기의 복부 첫 네 마디가 움직이지 않는다는 특징으로 표현되었다.
l피용군에서 진화된 나비류(butterflies)는 제비나비상과(Papilonoidea)로 묶이는데, 주간 활동을 통한 생태적 지위 확보의 특성은 박쥐의 초음파 회피를 위한 선택 이전으로 확인되었다. 한때 대형나방군과 묶어 Macrolepidoptera로 간주되었으나 지지되지 못 했다.
l대형나방군(Macroheterocera)은 말 그대로 대형의 나방들을 뜻하며, 앞날개 기부에 있는 제1보조경편(1st axillary sclerite)이 특별히 길게 형성된 점을 근거로 구성된 계통군이다.
l공식명칭 없이 표기된 귀나방류(eared moths)는 뒷가슴과 배 사이 쯤에 존재하는 한 쌍의 고막기관(tympanic organ)을 특성으로 한다.

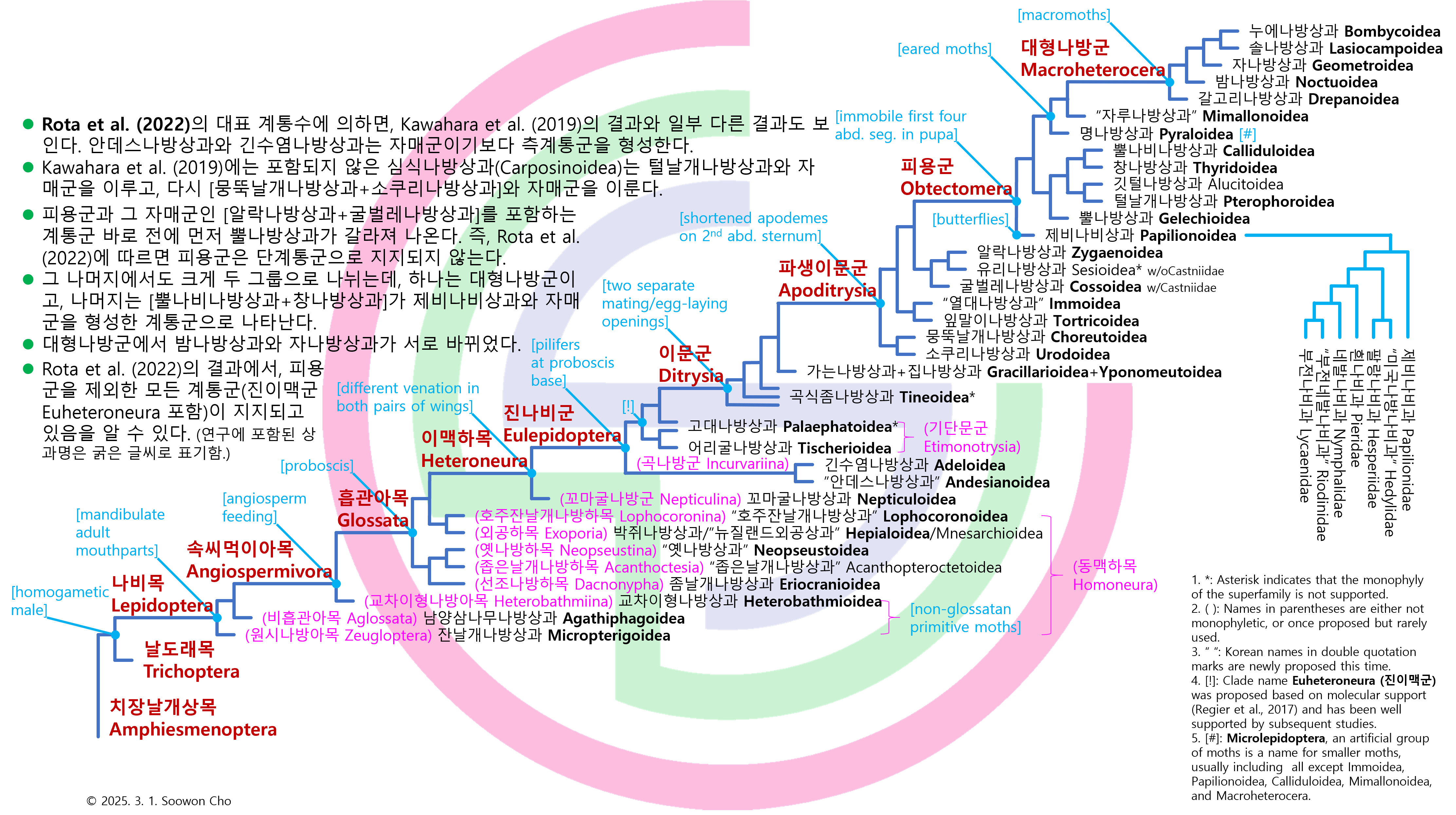

☢ 주 견해 외 추가적인 견해는 이하 그림으로 설명한다.

Main References
Bazinet, A.L. et al. 2016. Phylotranscriptomics resolves ancient divergences in the Lepidoptera. Systematic Entomology, DOI: 10.1111/syen.12217.
Cho, S. et al. Can deliberately incomplete gene augmentation improve a phylogeny estimate for the advanced moths and butterflies (Hexapoda: Lepidoptera)? Syst. Biol. 60(6): 782–796.
Heikkilä, M. 2015. Elusive ditrysian phylogeny: an account of combining systematized morphology with molecular data (Lepidoptera). BMC Evolutionary Biology 15: 260.
Kawahara, A.Y. et al. 2019. Phylogenomics reveals the evolutionary timing and pattern of butterflies and moths. PNAS 116(45): 22657-22663.
Kawahara, A.Y. et al. 2023. A global phylogeny of butterflies reveals their evolutionary history, ancestral hosts and biogeographic origins. Nat. Ecol. & Evol. 7: 903-913.
Mayer, C. et al. 2021. Adding leaves to the Lepidoptera tree: capturing hundreds of nuclear genes from old museum specimens. Syst. Entomol. 46: 649-671.
Microlepidoptera. (2023, October 16). In Wikipedia. https://en.wikipedia.org/wiki/Microlepidoptera.
Mitter, C. et al. 2017. Phylogeny and Evolution of Lepidoptera. Annu. Rev. Entomol. 2017. 62:265–83.
van Nieukerken, E.J. et al. 2011. Order Lepidoptera Linnaeus, 1758. In: Zhang, Z.-Q. (Ed.) Animal biodiversity: An outline of higher-level classification and survey of taxonomic richness. Zootaxa 3138: 212-221.
Regier, J.C. et al. 2013. A Large-scale, higher-level, molecular phylogenetic study of the insect order Lepidoptera (moths and butterflies). PLoS ONE 8(3): e58568. 
Rota, J. et al. 2022. The unresolved phylogenomic tree of butterflies and moths (Lepidoptera): Assessing the potential causes and consequences. Syst. Entomol. 47: 531-550.
조수원 2015. 나비목(Lepidoptera)의 새로운 계통분류체계. In: 박규택. 숨겨진 생명체들 –나방 신종 500여 종을 찾아서-. 정행사.
조수원. 2024. 나비목의 계통분류체계 지난 10 년 간의 혁신적인 변화, In Memory of Dr. Charles Mitter. 한국진화학회지 3(2): 34-44.